# سرزمین قصه‌ها
سرزمین قصه‌ها (به انگلیسی: The Land of Stories)، مجموعه ای از داستان‌های خنده دار، ماجراجویانه و فانتزی نوجوانان است که توسط نویسنده، بازیگر و خواننده آمریکایی کریس کالفر نوشته شده‌است. اولین کتاب این مجموعه به نام طلسم آرزو در تاریخ ۱۷ ژوئیه ۲۰۱۲ و کتاب ششم و نهایی در ژوئیه ۲۰۱۷ منتشر شد.
این کتاب توسط انتشارات پرتقال با نام مجموعه‌ی قصه های همیشگی ترجمه و منتشر شده است.
ترتیب کتاب ها:
1.the wishing spell (طلسم آرزو)
2.The Enchantress Returns (بازگشت ساحره) 
3.A Grimm Warning (هشدار برادران گریم)
4.Beyond the Kingdoms (اکسیر جادویی)
5.An Author's Odyssey (سفر به سرزمین سرگردانی)
6.Worlds Collide (آخرین نبرد)
چکیده ای از مجموعه کتاب: در جلد اول مجموعه الکس و کانر بیلی خواهر و برادر دوقلوی ۱۲ ساله‌ای هستند که از طریق جادوی الکس (که یک پری است و خودش خبر ندارد) و کتاب سرزمین قصه‌ها که در گذشته متعلق به مادربزرگشان بوده است وارد دنیای قصه‌ها، محل زندگی تمامی شخصیت‌های قصه‌ها و همچنین مادربزرگ و پدرشان (در کودکی) می‌شوند. در دنیای قصه‌ها با راهنمایی قورباغه‌ای مهربان که آن‌ها او را فراگی، froggy (در انگلیسی به معنی قورباغه) صدا می‌زنند تصمیم می‌گیرند به کمک طلسم آرزو، طلسم چند تکه ای که هر آرزویی را برآورده می‌کند به دنیای عادی یعنی به خانه‌ی خودشان برگردند. در طول این مدت برای جمع کردن تکه‌های طلسم، با شخصیت داستان‌هایی همچون سیندرلا، شنل‌قرمزی، گلدیلاکس، زیبای خفته، سفیدبرفی و نامادری او‌ (ملکه‌ی بدذات) او و زندگی ملکه‌ی بدذات آشنا می‌شوند. ملکه‌ی بدذات در آخرین لحظه، از طلسم آرزو استفاده می‌کند و شانس استفاده از طلسم برای دوقلوها از بین می رود. در آخر، آن‌ها متوجه می شوند که مادربزرگ و پدرشان اهل سرزمین قصه ها بوده‌اند و مادربزرگشان پری مهربان سیندرلا است. هم‌چنین پدرشان، جان که فوت شده است سیزده سال پیش برای رسیدن به مادرشان، شارلوت که در دنیای دیگری زندگی می‌کرده از طلسم آرزو استفاده کرده‌ است و از طلسم آرزو فقط دوبار می‌شود استفاده کرد. هم‌چنین در خون الکس و کانر جادو جریان دارد و آن شب به کمک جادوی الکس وارد سرزمین قصه ها شده‌اند. آن‌ها با سرزمین قصه‌ها خداحافظی می‌کنند و مادربزرگ به آن‌ها قول می‌دهد که روزی دوباره آنجا را خواهد دید. حال ماجرا های این خواهر و برادر ماجراجو در جلدهای دیگر ادامه دارد...

## شخصیت های اصلی
- الکس بیلی: الکس دختری باهوش و مهربان است و خیلی به جادو علاقه دارد، او پس از مادربزرگش، پری مهربان است و در اولین حضورش در کتاب طلسم آرزو دوازده ساله بود.

- کانر بیلی: کانر، برادر الکس و پسری شوخ طبع، بازیگوش و سربه هواست و بر خلاف خواهرش، هرگز به جادو کردن علاقه ای نداشت. کانر قصد داشت یک آدم برفی حرفه ای باشد، اما به درخواست معلمش به نویسندگی علاقه پیدا کرد و پس از سفر اولش به سرزمین قصه ها، داستان های ماجراجویی های خودش و خواهرش را می نویسد. کانر نیز در اولین ورودش به سرزمین قصه ها، دوازده ساله بود.
- باب: ناپدری الکس و کانر است.
- شارلوت بیلی (گوردون): مادر دوقلوهاست و پرستار کودکان است. به گفته‌ی کانر، در شرایط سخت خانوادگی او در ذهن فرزندانش ابر قهرمان بوده است. او در جلد دوم با باب ازدواج می‌کند
- مادربزرگ (بریستال لین اورگرین):پیرزنی ریزنقش و مهربان و شاد که پری مهربان سیندرلا نیز هست. نام او در مجموعه‌ی جادوهای همیشگی بریستال لین اورگرین ذکر شده است.
- مامان غازه (لوسی گوسی): پیرزنی شاد و شوخ طبع که به گفته‌ی خودش تجربه‌‌های زیادی از دنیای عادی دارد و یک غاز به نام لستر دارد. نام او در مجموعه‌ی جادوهای همیشگی لوسی گوسی ذکر شده و تخصص او دردسرسازی است.
- فراگی: فراگی فردی مهربان و کتاب خوان است. او یکی از شاهزادگان سرزمین قصه هاست که سالها پیش توسط طلسمی به قورباغه تبدیل شده. او چهارمین برادر از برادران چارمینگ است که سالها پیش گم شده بود
- شنل قرمزی:شنل قرمزی، مطمئنا برای همه آشناست.او در سرزمین قصه ها ملکه ی کشوری به نام کشور"شنل قرمزی" است. او فردی از خود راضی و با اعتماد به نفس است. اما می‌‌تواند دلسوز، مهربان و وفادار باشد. قرمزی در طول داستان با دردسر های زیادی رو به رو میشود. وی در نهایت با فراگی ازدواج میکند.
- جک:جک،همان جک معروف لوبیای سحرآمیز و همسر گلدیلاکس است که به خاطر گلدیلاکس، نام نیکش را به یک باره لکه دار کرد و با او به دزدی و فرار از قانون پرداخت.
- گلدیلاکس: گلدیلاکس همان دختر موفرفری در داستان گلدیلاکس و سه خرس است. او پس از دزدی از سه خرس، تحت تعقیب قرار گرفت و به مبارز و دزدی ماهر بدل شد. او همسر جک است.
- بری کمبل: همکلاسی کانر و دختر مورد علاقه او است. او در کتاب هشدار برادران گریم همراه کانر می شود و با او به دنیای قصه‌ها می‌رود. در جلد ششم و در ۸۰ سالگی کانر متوجه می‌شویم که او با کانر ازدواج کرده است.

## شخصیت ها
| شخصیت                  | حضور     | حضور     | حضور     | حضور       | حضور      | حضور     | توضیحات |
| شخصیت                  | کتاب اول | کتاب دوم | کتاب سوم | کتاب چهارم | کتاب پنجم | کتاب ششم | توضیحات |
| ---------------------- | -------- | -------- | -------- | ---------- | --------- | -------- | --- |
| الکس بیلی              | آری      | آری      | آری      | آری        | آری       | آری      | خواهر کانر و پری مهربان جدید                                                                                            |
| کانر بیلی              | آری      | آری      | آری      | آری        | آری       | آری      | برادر الکس و همسر بری                                                                                                   |
| شارلوت                 | آری      | آری      | آری      | آری        | آری       | آری      | مادر الکس و کانر |
| پادشاه چارلی(فراگی)    | آری      | آری      | آری      | آری        | نه        | آری      | پادشاه سرزمین مرکزی و همسر شنل قرمزی                                                                                    |
| ملکه شنل قرمزی         | آری      | آری      | آری      | آری        | آری       | آری      | ملکه سرزمین مرکزی و همسر چارلی                                                                                          |
| جک                     | آری      | آری      | آری      | آری        | آری       | آری      | دوست الکس و کانر ، همسر گلدیلاکس                                                                                        |
| گلدیلاکس               | آری      | آری      | آری      | آری        | آری       | آری      | همسر جک |
| بری                    | نه       | نه       | آری      | آری        | آری       | آری      | همسر کانر |
| روک رابینز             | نه       | نه       | آری      | آری        | آری       | آری      | دوست الکس ، او در کتاب ششم کشته میشود.                                                                                  |
| مرد نقابدار            | نه       | نه       | آری      | آری        | آری       | نه       | عمو و دشمن الکس و کانر و همسر بوپیپ                                                                                     |
| ایولی(ملکه بدذات)      | آری      | نه       | نه       | آری        | آری       | آری      | مادرخوانده سفیدبرفی که در آینه جادویی گیر می افتد.                                                                      |
| امریش                  | نه       | نه       | آری      | آری        | آری       | آری      | پسر مرد نقابدار و بو پیپ                                                                                                |
| پری مهربان(بریستال)    | آری      | آری      | آری      | نه         | نه        | نه       | مادربزرگ الکس و کانر ، پری مهربان سابق                                                                                  |
| مامان غازه (لوسی گوسی) | نه       | آری      | آری      | آری        | نه        | آری      | عضو شورای پریان و دوست صمیمی بریستال                                                                                    |
| شورای پریان            | آری      | آری      | آری      | آری        | نه        | آری      | شورای حاکم بر سرزمین پریان که شامل چند پری از جمله بریستال، زانتوس ، لوسی ، امرالدا ، تنجرینا‌ ، رزت، اسکایلین و... است. |
| دکتر باب               | نه       | آری      | آری      | نه         | آری       | آری      | همسر دوم شارلوت و پدرخوانده الکس و کانر                                                                                 |
| شاه آرتور              | نه       | نه       | نه       | آری        | نه        | آری      | او همان شاه آرتور افسانه ای است و به الکس علاقه دارد.                                                                   |
| مرلین                  | نه       | نه       | نه       | آری        | نه        | آری      | همان مرلین مشهور |
| ازمیا(افسونگر)         | نه       | آری      | نه       | نه         | نه        | نه       | ساحره افسونگر که باعث رخ دادن اتفاقات سرزمین خفته (زیبای خفته) شد و در کتاب دوم سعی بر تسلط بر سرزمین قصه ها را داشت.   |
| ژنرال مارکی            | نه       | نه       | آری      | نه         | نه        | نه       | سردار ارتش بزرگ فرانسه                                                                                                  |
| ملکه برفی              | نه       | آری      | نه       | آری        | آری       | آری      | جادوگری نابینا که در ارتفاعات و در کوه های برفی زندگی میکرد.                                                            |
| بریکس                  | آری      | نه       | نه       | آری        | نه        | نه       | |
| دارودسته رابین هود     | نه       | نه       | نه       | آری        | آری       | آری      | |
| زیبلینگ ها             | نه       | نه       | نه       | نه         | آری       | آری      | |
| دالی لاما              | نه       | نه       | نه       | نه         | آری       | آری      | |
| آبرن سالی              | نه       | نه       | نه       | نه         | آری       | آری      | ناخدای دالی لاما |
| ملکه بوپیپ             | نه       | نه       | آری      | نه         | آری       | نه       | دومین رهبر سرزمین مرکزی                                                                                                 |
| کاپیتان هوک            | نه       | نه       | نه       | آری        | آری       | آری      | |
| ملکه قلب ها            | نه       | نه       | نه       | آری        | آری       | آری      | |
| جادوگر شرور غرب        | نه       | نه       | نه       | آری        | آری       | آری      | |